# 피레아스현
피레아스현은 그리스의 현 가운데 하나이다. 이곳은 아티키주와 아티나-피레아스 광역현에 속한다. 현 소재지는 피레아스시이다. 피레아스현은 아테네 수도권의 남서부 지역과 사로니코스만의 여러 섬(살라미스, 에기나, 앙기스티리, 포로스, 이드라, 도코스, 스페체스, 스페초풀라), 펠로폰네소스반도의 메타나와 트리지나 그리고 펠레폰니소스 남쪽 키티라섬과 안티키티라섬으로 이루어져 있다. 